# 利桑半岛
31°15′N 35°27′E / 31.250°N 35.450°E

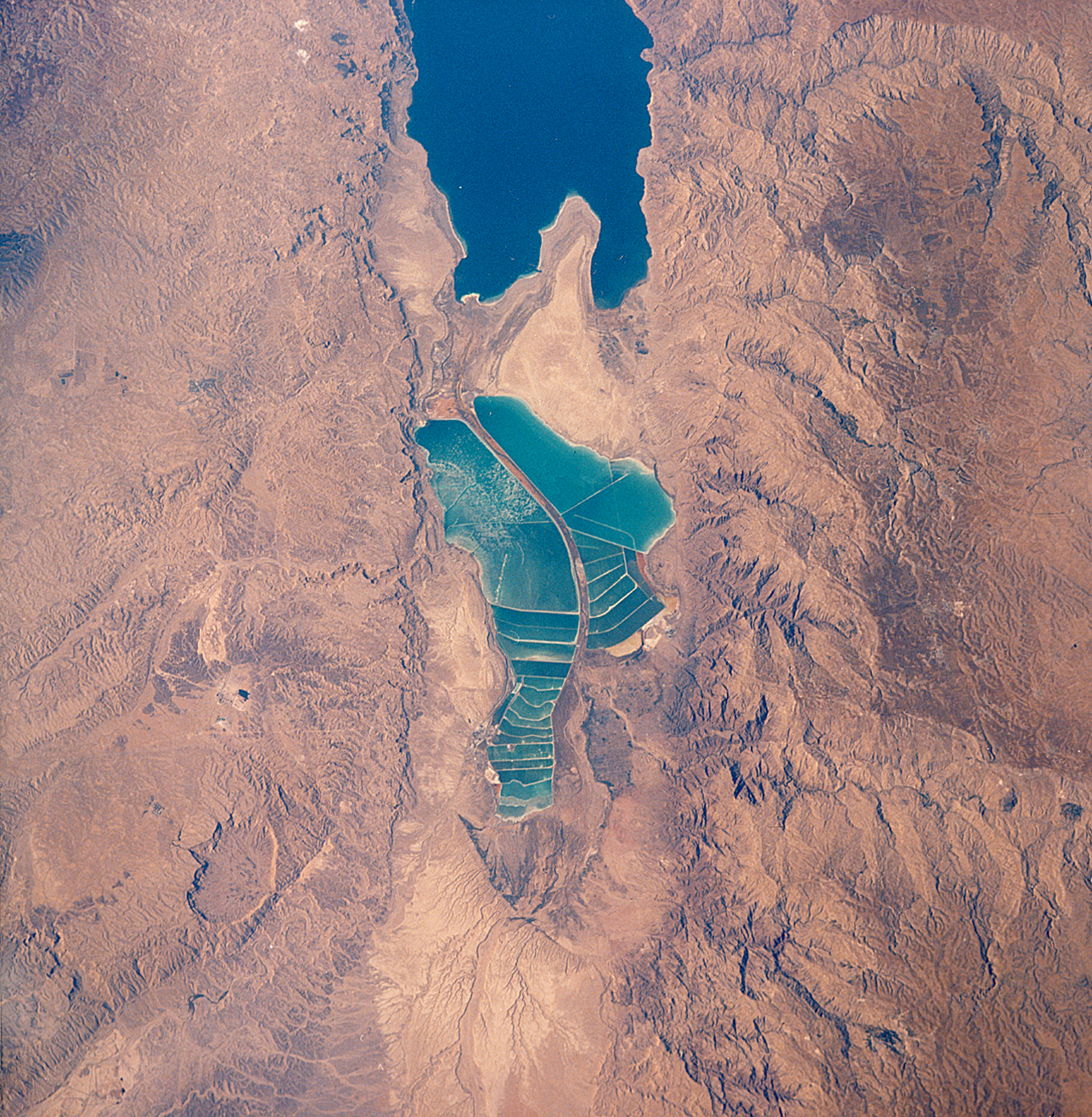
随着海面下降，利桑半岛的面积逐步增长，直到其将死海分割为南北两部

利桑半岛（阿拉伯语：‎，Al Lisān），是死海南部的一处陆地突出部，属约旦领土。“利桑”（‎）在阿拉伯语中直译为“舌头”，亦可转指“海角、岬”。另外，利桑亦是曾存在于约旦河河谷的古代湖泊的名称。
现今利桑「半岛」已非半岛，其西部因死海水位下降现已與以色列边境陸路相接，将死海分隔为南北两部分，和北部比起来，南部的水深极浅。
利桑半岛的北部突出部有时被称作科斯蒂根角（Cape Costigan），以纪念1835年在死海海滨因脱水而去世的爱尔兰探险家克里斯托弗·科斯蒂根（Christopher Costigan），他是现代已知最早穿越死海的人。